# 小原一男
小原 一男（おばら かずお、1950年10月 - ）は、日本の生物学者（薬理学・生理学）。学位は医学博士（札幌医科大学・1985年）。
札幌医科大学医学部助手、シンシナティ大学医学部助手、静岡県立大学薬学部講師などを歴任した。

## 来歴

### 生い立ち
1950年、岩手県にて生まれた。その後上京し、東京理科大学理学部第一部化学科に在籍して化学を修め、1975年に卒業した。次に、東京理科大学の大学院に進み、1977年に理学研究科の修士課程を修了した。このとき、東京理科大学より理学修士の学位を授与されている。また、のちに、札幌医科大学から医学博士の学位を取得している。論文の題は「単離平滑筋細胞に関する研究(英文)」。

### 研究者として
東京理科大学の大学院を修了後、札幌医科大学に採用され、医学部の助手として勤務した。一時、イリノイ大学にて医学部の博士研究員として勤務するも、一貫して札幌医科大学に勤務した。その後、1993年に、シンシナティ大学に採用され、医学部にて研究員となる。のちに昇任し、医学部の助手となった。1995年からは、静岡県立大学に勤務しており、薬学部薬学科の講師を務めていた。また、大学院では薬学研究科の講師も兼務した。薬学研究科が生活健康科学研究科と統合され、2研究院1学府に再編されると、新設された薬学研究院にて講師を兼務した。2016年3月31日、静岡県立大学の薬学部と大学院薬学研究院の講師を退任した。

## 研究

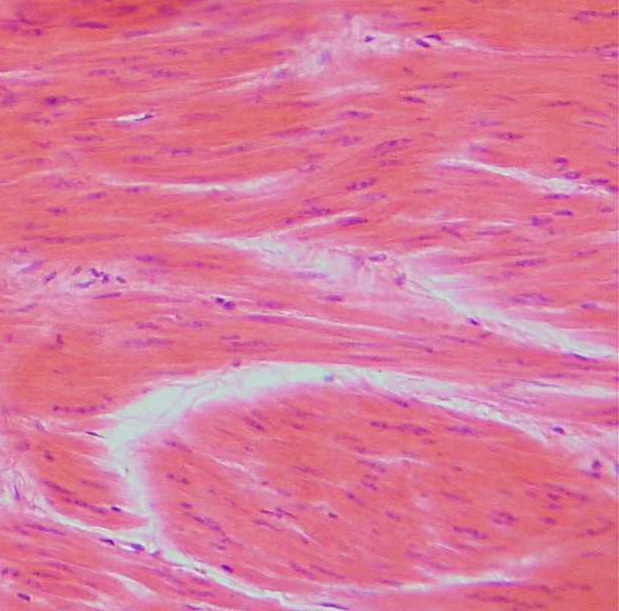
平滑筋

専門は生物学であり、医学や薬学とも関連の深い生理学や薬理学を中心に研究を進めている。研究対象は、筋肉や血管といったものが多く、特に平滑筋に関する業績は多い。平滑筋の収縮調節機構を研究しており、カルシウム動態や蛋白質のホスホリル化といった分野に主眼を置いて調査している。ただ、平滑筋ばかりを研究しているわけではなく、組織学的に平滑筋ではなく横紋筋に分類される骨格筋についても研究しており、伸展刺激に関する研究を行っている。

## 家族・親族
実父は岩手県庁の職員であったが、在野の植物学者としても著名な存在であり、独学で続けた研究が評価され北海道大学から農学博士の学位を授与されている。特に、シロツメクサなどシャジクソウ属に関しては、日本を代表する研究者として知られている。自宅にクローバー畑を作り多葉性クローバーの研究に没頭しており、春先になると一男をはじめ一家総出で葉の多いクローバーを探したという。のちに十八葉のクローバーを発見し、世界最多の葉を持つクローバーとして2004年にギネス・ワールド・レコーズに認定されている。また、2009年には従来の記録を大きく塗り替える五十六葉のクローバーを発見し、翌年、ギネス・ワールド・レコーズに認定されている。しかし、父は既に亡くなっていたため、長男である一男が一家を代表して認定証を受け取った。なお、一男は「ゆくゆくは自分が岩手に戻ってきて、遺志を引き継ぎたい」との決意を表明しており、退職後に研究を引き継ぐ考えを示している。

## 略歴
- 1950年 - 誕生。
- 1975年 - 東京理科大学理学部卒業。
- 1977年 - 東京理科大学大学院理学研究科修士課程修了。
- 1977年 - 札幌医科大学医学部助手。
- 1986年 - イリノイ大学医学部博士研究員。
- 1988年 - 札幌医科大学医学部助手。
- 1993年 - シンシナティ大学医学部研究員。
- 1995年 - シンシナティ大学医学部助手。
- 1995年 - 静岡県立大学薬学部講師。

## 著作

### 共著
- Kazuo Obara and Hideyo Yabu, "Effects of Caffeine on Contraction and Chlorotetracycline Fluorescence in Isolated Single Smooth Muscle Cells of Guinea Pig Taenia Coli", Japanese Journal of Physiology, Vol.32, No.6, Tokyo: Physiological Society of Japan, pp.1003-1006, 1982.
- 藪英世・小原一男稿「リン酸化による平滑筋Caチャネルの制御」『体力科學』40巻6号、日本体力医学会、681頁、1991年12月1日。
- 小原一男：藪英世稿「平滑筋電位依存性Ca2+チャネルのリン酸化による調節」『日本薬理学雑誌』101巻3号、日本薬理学会、143-151頁、1993年3月。
- 小原一男・内野万有美・中村美紀ほか稿「イヌ脳底動脈における伸展刺激によるミオシンフォスファターゼの抑制」『Journal of smooth muscle research. Japanese section』1巻2号、日本平滑筋学会、1997年7月1日、J-67頁。
- 小原一男・内野万有美・小出昌代ほか稿「イヌ脳底動脈伸展誘発収縮におけるフォスファターゼ抑制にともなう張力とミオシン軽鎖のリン酸化の乖離」『Journal of smooth muscle research. Japanese section』2巻1号、日本平滑筋学会、1998年4月30日、J-45頁。
- 田辺由幸・斎藤麻希・増本直広ほか稿「ウサギ動脈組織及び培養平滑筋・内皮細胞における伸展誘発性チロシンリン酸化の解析」『日本分子生物学会年会プログラム・講演要旨集』21巻、1998年12月1日、525頁。
- 小原一男・石田行知・小出昌代ほか稿「ミオシン軽鎖リン酸化と収縮反応の乖離」『Journal of smooth muscle research. Japanese section』3巻1号、日本平滑筋学会、1999年4月30日、J-9頁。
- 小原一男・小出昌代・中山貢一稿「イヌ脳底動脈における伸展誘発性収縮と伸展速度の関係」『Journal of smooth muscle research. Japanese section』3巻1号、日本平滑筋学会、1999年4月30日、J-45頁。
- 小原一男・木村誠・中山貢一稿「イヌ脳底動脈における浸透圧変化によるL型カルシウムチャネル電流増強作用に対するハービマイシンA感受性チロシンキナーゼの関与について」『Journal of smooth muscle research. Japanese section』4巻1号、日本平滑筋学会、2000年4月30日、J-27頁。
- 小原一男・野沢佳代・中山貢一稿「イヌ脳底動脈における伸展誘発性ミオシン軽鎖複数部位リン酸化へのプロテインキナーゼC_αアイソフォームの関与について」『Journal of smooth muscle research. Japanese section』5巻1号、日本平滑筋学会、2001年4月27日、J-33頁。
- 石田行知・小原一男・中山貢一ほか稿「モルモット盲腸紐におけるグルコース除去の弛緩作用機構」『Journal of smooth muscle research. Japanese section』5巻1号、日本平滑筋学会、2001年4月27日、J-41頁。
- 久山哲廣・中山貢一・斎藤尚亮ほか稿「プロテインキナーゼCアイソザイムの細胞機能と病態における役割――新たな視点からの創薬への応用」『日本薬理学雑誌』119巻2号、日本薬理学会、2002年2月1日、65-78頁。
- 見立絢子・小原一男・野沢佳代ほか稿「イヌ脳底動脈の伸展誘発性プロテインキナーゼCδの活性化におけるインテグリンを介するRho / Rhoキナーゼ系の関与について」『Journal of smooth muscle research. Japanese section』6巻1号、日本平滑筋学会、2002年4月27日、J-33頁。
- 中山貢一・小原一男・田辺由幸ほか稿「脳血管のメカノトランスダクション」『応用薬理』62巻4号、2002年8月30日、72-75頁。
- 百瀬和享・松田武久・大池正宏ほか稿「メカニカルストレス応答による細胞機能制御――創薬と再生臓器開発への応用」『日本薬理学雑誌』121巻2号、日本薬理学会、2003年2月1日、103-111頁。
- 小原一男・見立絢子・松永祐実ほか稿「イヌ脳底動脈における伸展刺激によるミオシン軽鎖の3リン酸化とミオシンATPaseの抑制」『Journal of smooth muscle research. Japanese section』7巻1号、日本平滑筋学会、2003年4月27日、J-21頁。
- 小原一男・中山貢一稿「血管収縮の分子機構」『日本冠疾患学会雑誌』9巻2号、2003年6月25日、77-81頁。
- 中山貢一・小原一男・田辺由幸ほか稿「メカニカルストレスと血管反応／脳血管攣縮との類似性」『日本薬理学雑誌―― FOLIA PHARMACOLOGICA JAPONICA』122巻、日本薬理学会、2003年11月1日、33頁。
- 小原一男・見立絢子・中山貢一稿「イヌ脳底動脈の伸展誘発性ERK1/2活性化におけるプロテインキナーゼCδの関与について」『Journal of smooth muscle research. Japanese section』8巻1号、日本平滑筋学会、2004年4月28日、J-32頁。
- 西澤茂・小出昌代・山口満夫ほか稿「クモ膜下出血後の脳血管墨攣縮発生のメカニズム――細胞内signal transductionと血管平滑筋の形質転換」『脳卒中』26巻4号、2004年12月25日、538-543頁。
- 小原一男・中山貢一稿「イヌ脳底動脈における伸展誘発性ミオシン軽鎖3リン酸化とRho/RhoキナーゼおよびプロテインキナーゼCの関与について」『日本平滑筋学会雑誌』10巻1号、日本平滑筋学会、2006年4月28日、J-29頁。
- 中山貢一・小原一男稿「脳血管平滑筋のメカノトランスダクション――ミオシン軽鎖の多重リン酸化とERK活性化」『血管』29巻2号、2006年6月2日、57-65頁。
- 小原一男・中山貢一稿「オカダ酸の脳血管弛緩作用におけるプロテインキナーゼCを介するミオシン軽鎖3リン酸化の関与について」『日本平滑筋学会雑誌』11巻1号、日本平滑筋学会、2007年6月26日、J-42頁。
- 小原一男・中山貢一稿「脳動脈平滑筋のメカノトランスダクション――力学刺激感受性キナーゼとホスファターゼ2Aの役割(血管平滑筋のメカノトランスダクションについて」『日本平滑筋学会雑誌』12巻1号、日本平滑筋学会、2008年6月19日、J-21頁。
- 鵜飼聖隆・小原一男・石川智久稿「ブタ冠動脈平滑筋収縮に対するカテキン類の効果」『日本平滑筋学会雑誌』13巻1号、日本平滑筋学会、2009年6月19日、J-9頁。
- 小原一男・鵜飼聖隆・石川智久稿「ブタ冠動脈平滑筋における緑茶カテキンの収縮増強機構について」『日本平滑筋学会雑誌』14巻1号、日本平滑筋学会、2010年6月11日、J-25頁。